# Гроздева, Мария
Мари́я Здра́вкова Гро́здева (болг. Мария Здравкова Гроздева; род. 23 июня 1972, София) — болгарский стрелок, специализирующаяся в стрельбе из пистолета, двукратная олимпийская чемпионка, многократная чемпионка Европы. Участница семи Олимпийских игр. Одна из самых титулованных спортсменок Болгарии во всех видах спорта. Лучший спортсмен Болгарии 2004 года (среди мужчин и женщин).

## Карьера
Мария Гроздева начала заниматься спортивной стрельбой в возрасте 11 лет у тренера Валентина Андреева. В четырнадцатилетнем возрасте выполнила норматив мастера спорта по стрельбе. На протяжении бо́льшей части карьеры личным тренером Гроздевой был Валерий Григоров, который стал её мужем и отцом троих детей.
На Олимпиадах болгарская спортсменка дебютировала в возрасте 20 лет в 1992 году в Барселоне и сразу же завоевала там бронзу в стрельбе из пневматического пистолета. Четыре года спустя она повторила этот успех уже на Олимпиаде в Атланте.
В 2000 году Гроздева выиграла соревнования по стрельбе из пистолета на дистанции 25 метров, а в Афинах защитила своё звание, попутно обновив олимпийский рекорд и став первой спортсменкой, защитившей чемпионское звание в этой дисциплине. Помимо золота в 2004 году болгарская спортсменка выиграла свою третью бронзовую награду в стрельбе из пневматического пистолета. Кроме медальных успехов на Играх 2004 года Гроздева была выбрана знаменосцем болгарской сборной на церемонии открытия.
На Олимпиаде в Пекине пыталась второй раз защитить чемпионское звание, но заняла только пятое место, а в стрельбе из пневматического пистолета не смогла пробиться даже в десятку лучших. В Лондоне не смогла пробиться в финал в обеих дисциплинах, хотя в стрельбе из обычного пистолета остановилась в шаге от финала, став девятой и уступив в перестрелке за попадание в финальную восьмёрку.
За свою карьеру семь раз становилась чемпионкой Европы, а вот на мировых первенствах удача болгарской спортсменке не сопутствовала. Там она всего дважды пробивалась в финал: в 1994 году она заняла седьмое место в стрельбе из пневматического пистолета, а в 2002 была четвертой в стрельбе из обычного пистолета.
По итогам 4-го этапа Кубка мира 2019 года получила олимпийскую лицензию для участия в Играх 2020 года в стрельбе из пистолета с 25 метров. Игры в Токио стали седьмыми в карьере Гроздевой.

## Выступления на Олимпийских играх
| Игры                | Пистолет 25 м | Пневм. пистолет 10 м |
| ------------------- | ------------- | -------------------- |
| 1992 Барселона      | 18            | 3                    |
| 1996 Атланта        | 21            | 3                    |
| 2000 Сидней         | 1             | 38                   |
| 2004 Афины          | 1             | 3                    |
| 2008 Пекин          | 5             | 11                   |
| 2012 Лондон         | 9             | 24                   |
| 2016 Рио-де-Жанейро | не выступала  | не выступала         |
| 2020 Токио          | 27            | 43                   |